# 戴维·莫里森
戴维·莫里森（英語：David Morrison，1940年7月26日—）是一位美国天文学家和天体物理学家，艾姆斯研究中心资深科学家和SETI协会卡尔萨根中心主任，2004年获卡尔·萨根奖章，小行星2410以其姓氏命名。